# Haworthia fasciata

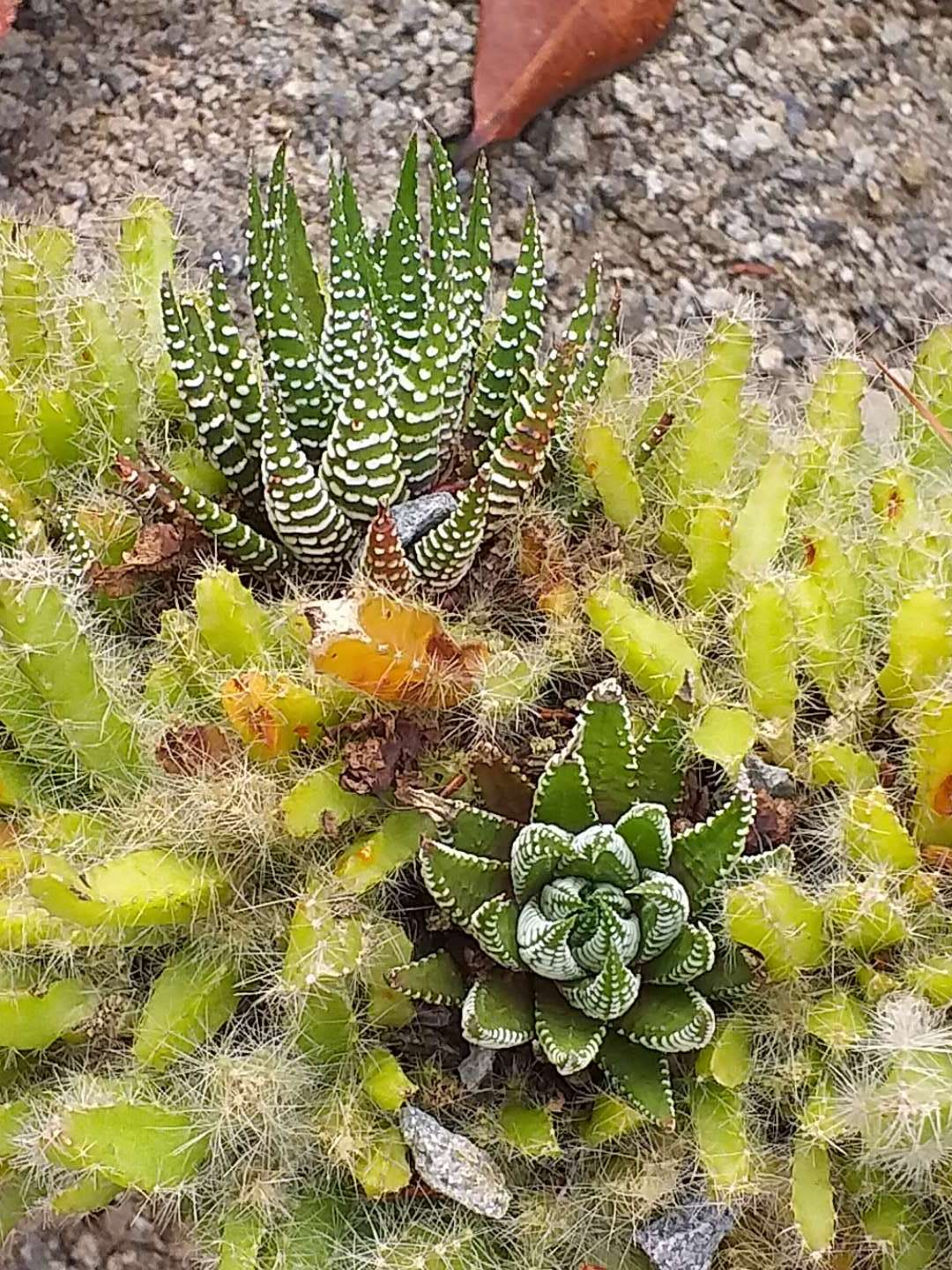
Haworthia fasciata

Haworthia fasciata là một loài thực vật có hoa trong họ Măng tây. Loài này được (Willd.) Haw. mô tả khoa học đầu tiên năm 1821.